# Devocions cristianes
Les devocions cristianes són pràctiques externes de pietat que no formen part de la litúrgia oficial de les esglésies cristianes però són una part de les pràctiques espirituals dels creients. Les devocions no esdevenen part del culte litúrgic, fins i tot encara que es duguin a terme dins d'una església catòlica, en un grup o en presència d'un sacerdot.
A l'Església Catòlica, la Congregació per al Culte Diví del Vaticà publica el Directori de la Pietat Popular i la Litúrgia. La devoció als sants i la Mare de Déu són l'exemple més evident i característic de les devocions catòliques. Les devocions catòliques tenen diverses formes, que van des d'oracions formalitzades, pregàries que s'allarguen diversos dies com les novenes fins a activitats que no requereixen pregàries específiques, com l'adoració eucarística fora de les misses, portar una medalla anomenada escapulari, venerar als sants, i fins i tot cuidar un jardí en devoció a la Mare de Déu. Entre les devocions catòliques també hi ha la pregària del Rosari o el Via Crucis, la veneració del Sagrat Cor de Jesús, la Santa Faç de Jesús, el Cor Immaculat de Maria, Nostra Senyora de Guadalupe, pelegrinatges, i diverses devocions al sagrament de l'Eucaristia, entre d'altres.
El Protestantisme i l'Església Ortodoxa comparteixen algunes d'aquestes devocions, però no totes elles, i en tenen de pròpies.